# Neuvaine à saint Joseph
La neuvaine à saint Joseph est une dévotion catholique dédiée à saint Joseph, père nourricier de Jésus-Christ. Elle est traditionnellement récitée au mois de mars, le mois de Joseph, père adoptif de Jésus de Nazareth. Comme c'est une neuvaine, elle dure neuf jours, avec une récitation quotidienne d'une prière intitulée Je vous salue Joseph,, dont voici le texte:

« Je vous salue Joseph, vous que la grâce divine a comblé. Le Sauveur a reposé dans vos bras et grandi sous vos yeux. Vous êtes béni entre tous les hommes, et Jésus, l'Enfant divin de votre virginale épouse est béni.
Saint Joseph donné pour Père au Fils de Dieu, priez pour nous dans nos soucis de famille, de santé et de travail et daignez nous secourir à l'heure de notre mort.
Ainsi-soit-il. »

Pendant la neuvaine, les croyants peuvent choisir une intention particulière et dire un Je vous salue Marie et un Notre Père.
Selon la Catholic Encyclopedia, la neuvaine à saint Joseph fut la première neuvaine d'indulgence (neuvaine de demande de pardon), tenue à Rome, à l’église Saint-Ignace, sous le pontificat de Clément XI.

## Le texte de la prière
La prière est fréquemment dite à l’oratoire Saint-Joseph, où le Frère André implorait les fidèles de la réciter pour obtenir la guérison.
- Premier jour : saint Joseph, mémoire du Père.

À votre image, saint Joseph, puissions-nous vivre nos vies dans l’écoute et le respect de nos pères et mères de la terre. Aidez-nous à nous recevoir comme fils et fille du Père.
- Deuxième jour : saint Joseph, un guide pour l’homme d’aujourd’hui.

Saint Joseph, vous pouvez être appelé le saint de l’Incarnation. Nous vous demandons, saint Joseph, d’être et de demeurer pour nous un modèle d’homme et de père juste et responsable dont le monde d’aujourd’hui a besoin pour sauver nos familles et vivre l’harmonie familiale.
- Troisième jour : saint Joseph et la maison familiale.

Que nos maisons puissent accueillir Marie et l’Enfant-Jésus. Ne craignons pas d’accueillir la Sainte Famille à notre table. Saint Joseph, protecteur de la famille, aidez-nous à comprendre le sens de la paternité véritable afin que les pères de familles retrouvent leur identité profonde.
- Quatrième jour : saint Joseph, modèle d’incarnation.

Saint Joseph, devant l’Annonciation vous vous mettez à l’école de l’acceptation d’une solitude humaine totale pour vous unir finalement à Marie. Saint Joseph, expliquez-nous combien il est important de ne pas rompre des liens affectifs et conjugaux dans l’épreuve. Aidez-nous dans nos familles à triompher de toute solitude, de toute révolte, de tout divorce et de toute séparation.
- Cinquième jour : saint Joseph, lumière dans nos nuits.

Saint Joseph, vous avez été dans l’inquiétude de ne pas offrir à votre famille un lieu pour la nativité et vous avez reçu dans l’obéissance et dans la confiance le lieu de l’oubli total : la crèche. Au-delà de nos nuits et de nos pauvretés, saint Joseph, apprenez-nous à accueillir l’Enfant-Jésus dans notre cœur.
- Sixième jour : saint Joseph, protecteur dans la maladie.

Saint Joseph, aidez-nous à ne pas nous replier sur nous-mêmes dans l’épreuve et la maladie ; encouragez-nous à nous ouvrir à la seule volonté du Père sur le chemin des béatitudes. Nous vous confions nos malades.
- Septième jour : saint Joseph, protecteur de l’Église.

Saint Joseph, gardien de l’Agneau, protecteur de la Sainte Famille, vous êtes devenu, par la grâce du Père, le gardien de l’Église. Enseignez-nous à aimer l’Église, à lui être toujours fidèle dans l’Eucharistie, dans la prière et par le témoignage de notre amour inconditionnel.
- Huitième jour : saint Joseph est au cœur de la communion fraternelle.

Par l’union aux Cœurs de Jésus et de Marie, nous communions au cœur doux et juste de Joseph. Saint Joseph, apprenez-nous à être amour et instrument de paix dans notre vie quotidienne.
- Neuvième jour : saint Joseph, patron de la bonne mort et des âmes du Purgatoire.

Jésus, Marie, Joseph, priez pour nous et nos familles au moment de la mort. Nous vous confions spécialement tout notre arbre généalogique.

## Autres lieux de culte dédiés à saint Joseph
- Saint Joseph de Bon-Espoir, diocèse du Puy-en-Velay, France
- Ėglise Saint-Joseph de Montigny-lès-Metz, diocèse de Metz, France,
- Saint-Joseph de Mont-Luzin, diocèse de Lyon, France[4]

- Saint-Joseph de Mont-Rouge, Béziers, France

- Saint-Joseph de Cotignac, diocèse de Fréjus-Toulon, France[5]